# Семья Фэнг
«Семья Фэнг» (англ. The Family Fang) — комедийная драма, снятая Джейсоном Бейтманом по сценарию Дэвида Линдси-Эбера по мотивам одноимённого романа Кевина Уилсона 2011 года. Главные роли в фильме исполнили Джейсон Бейтман, Николь Кидман и Кристофер Уокен. Премьера фильма состоялась 14 сентября 2015 года на кинофестивале в Торонто.

## Сюжет
Брат и сестра Бастер и Энни Фэнг возвращаются в дом своих знаменитых родителей, исчезнувших при таинственных обстоятельствах.

## В ролях
- Джейсон Бэйтман — Бастер Фэнг[2]
- Николь Кидман — Энни Фэнг[3]
  - Тейлор Роуз — Энни в 18 лет
  - Макензи Смит — Энни в 13 лет
- Кристофер Уокен — Калеб Фэнг[4]
- Френк Хартс — офицер Данэм
- Джош Паис — Фриман
- Робби Танн — Арден
- Грейнер Хайнс — Шериф Хейл
- Майкл Чернас — Кенни
- Габриэль Эберт — Джозеф
- Эдди Митчелл — Лукас
- Патрик Митчел — Лайнус

## Производство
27 октября 2011 года стало известно, что компания Николь Кидман «Blossom Films» приобрела права на экранизацию романа. Кидман и Пер Саари начали совместную работу с Лесли Ардангом и Дином Ванехом из «Olympus Films». 8 мая 2012 года Дэвид Линдси-Эбер был нанят для адаптации сценария. 1 ноября 2013 стало известно, что Джейсон Бэйтман станет режиссёром картины и сыграет главную мужскую роль в дуэте с Кидман. Финансированием картины занялась компания «QED International». 5 мая 2014 года Кристофер Уокен получил роль Калеб Фэнг, отца главных героев.
Съёмки картины начались 14 июля 2014 года в Нью-Йорке и продолжились в Сафферне.